# Friedrich Bergold
Friedrich Bergold (* 15. März 1899 in Nürnberg; † 1983 ebenda) war ein deutscher Jurist und Kommunalpolitiker.

## Leben

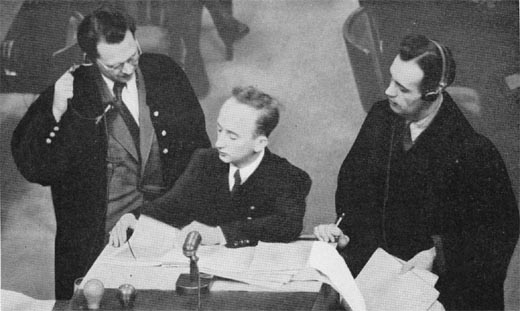
Friedrich Bergold (links) im Einsatzgruppen-Prozess (1947/48)

Friedrich Bergold studierte Jura an der Universität Würzburg. Seit dem Studium gehörte er der Burschenschaft Arminia Würzburg an. Nach seiner Promotion an der Universität Erlangen im Jahre 1925 ließ Bergold sich in Nürnberg als Rechtsanwalt nieder. Während der Zeit des Nationalsozialismus vertrat er enteignete und übervorteilte Juden. Während des Zweiten Weltkriegs diente er im besetzten Frankreich in einer in Paray-le-Monial stationierten Verwaltungseinheit. Bergold war kein NSDAP-Mitglied.
Drei Tage vor Beginn des Nürnberger Prozesses gegen die Hauptkriegsverbrecher wurde Bergold vom Internationalen Militärtribunal (IMT) gebeten, die Verteidigung zu übernehmen. Nach seiner Zusage wurde er mit der Pflichtverteidigung des ehemaligen Leiters der Reichskanzlei Martin Bormann betraut, über den als einzigen Angeklagten in Abwesenheit verhandelt wurde.
Im Anschluss trat Bergold im so genannten Milch-Prozess als Pflichtverteidiger des Feldmarschalls Erhard Milch auf und übernahm auch im Einsatzgruppen-Prozess die Verteidigung. Im Prozess Wirtschafts- und Verwaltungshauptamt der SS verteidigte er den SS-Obersturmbannführer Horst Klein.
Später setzte er seine Tätigkeit als Rechtsanwalt fort. Ab 1960 gehörte er als Abgeordneter der FDP dem Stadtrat von Nürnberg an und kandidierte zweimal als Oberbürgermeister. Im Jahr 1974 erhielt er die Bürgermedaille der Stadt Nürnberg, zusammen mit Karl Maly (1905–1985).

## Ehrungen
- 1973: Bundesverdienstkreuz 1. Klasse
- 1974: Bürgermedaille der Stadt Nürnberg
- 2007: Benennung eines Weges in Nürnberg